# Castiarina kiatae
Castiarina kiatae es una especie de escarabajo del género Castiarina, familia Buprestidae. Fue descrita científicamente por Barker en 1980.